# Seiko
Seiko Holdings Corporation, более широко известная как Seiko — японская компания по производству часовой продукции, ювелирных изделий, прецизионных инструментов и точной механики.

## История и развитие
Компания основана в 1881 году, когда Хаттори Кинтаро открыл магазин по продаже часов и ювелирных изделий под названием «K. Hattori» в токийском районе Гиндза. 11 лет спустя, в 1892 году, он начал производить часы под названием Seikosha, что приблизительно означает «Дом изысканного мастерства». Согласно официальной истории компании Seiko, озаглавленной «Путешествие во времени: Памятная история Seiko» (2003 год), японское слово «сэйко» означает «изысканность», «минута» или «удача».
Первые часы, выпущенные под брендом Seiko, появились в продаже в 1924 году. В 1969 году Seiko представила часы Astron, первые кварцевые часы. Когда они были представлены, их стоимость равнялась стоимости среднего по размеру автомобиля. Позднее Seiko пошла дальше и представила первый кварцевый хронограф. В 1985 году Seiko и Orient Watches организовали совместное предприятие.
Компания стала акционерным обществом (K. Hattori & Co.) в 1917 году и была переименована в 1983 году в Hattori Seiko Co. Ltd., а в 1990-м — в Seiko Corporation. После перестраивания и создания своих операционных подразделений (таких как Seiko Watch Corporation и Seiko Clock Inc.) в 2001 году компания стала холдингом и с 1 июля 2007 года стала называться Seiko Holdings Corporation.
Seiko наиболее широко известна производством наручных часов, все части которых когда-то производились компанией полностью на собственном производстве. Сюда относятся не только зубчатые колёса, моторы, стрелки, кварцевые генераторы, батарейки, чувствительные элементы, ЖК-экраны, но также и второстепенные элементы такие как масла для смазки и светящиеся составы, наносимые на стрелки и циферблаты. Сейчас часовые механизмы (калибры) производятся на фабриках в Сидзукуиси (префектура Иватэ) (SII Morioka Seiko Instruments), Нинохе (SII Ninohe Tokei Kogyo), Сиодзири (Seiko Epson) и в подразделениях компании в Китае, Малайзии и Сингапуре. Полностью самостоятельное производство и сборка всё ещё практикуются для моделей, поставляемых на внутренний японский рынок.

## Модели

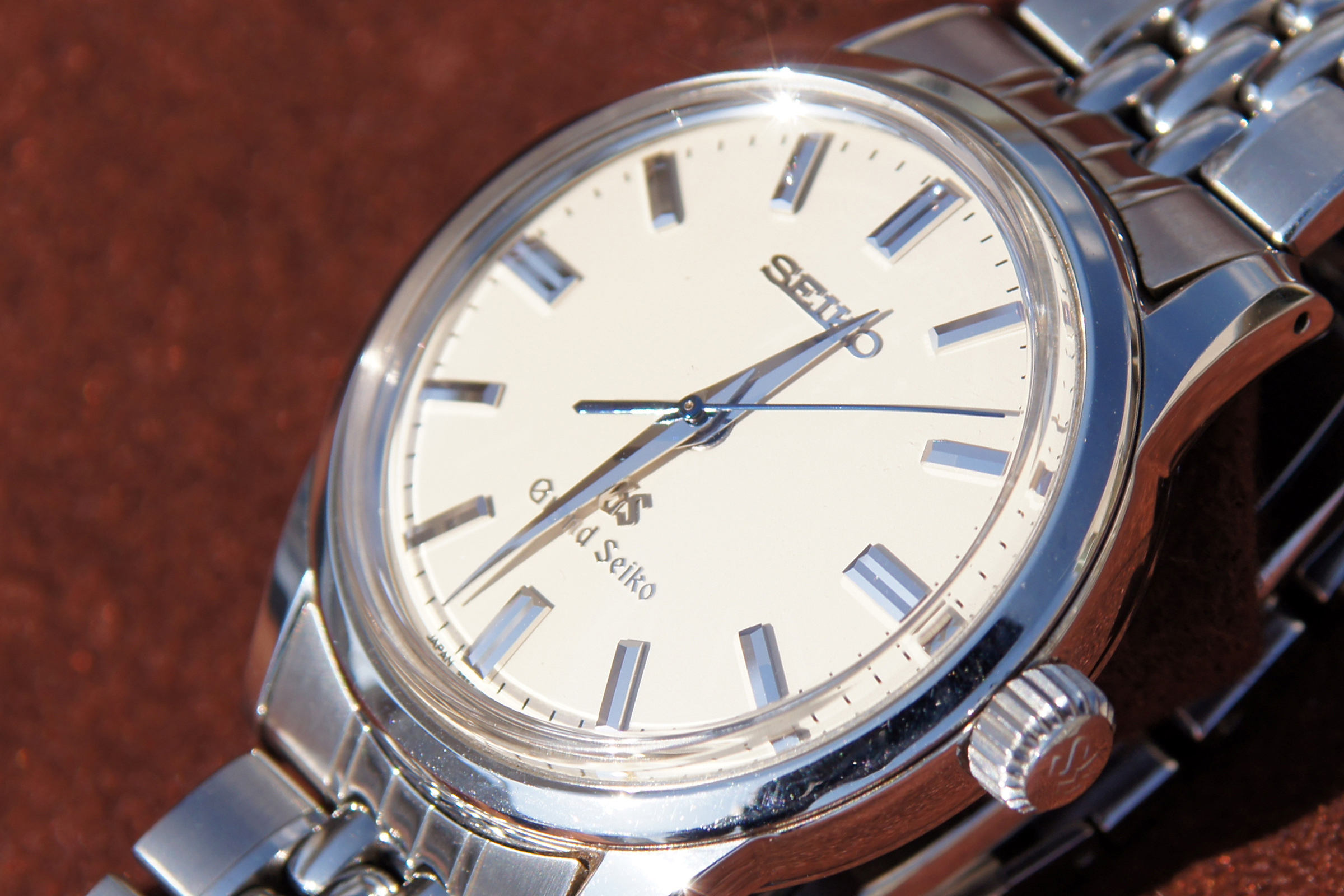
Grand Seiko SBGW005

Seiko производит как механические, так и кварцевые часы в разных ценовых диапазонах. Наиболее дешёвые стоят около 4000 иен (около 1400 рублей) и продаются под брендом Alba. Цена наиболее дорогих моделей серии Grand Seiko достигает миллионов иен.

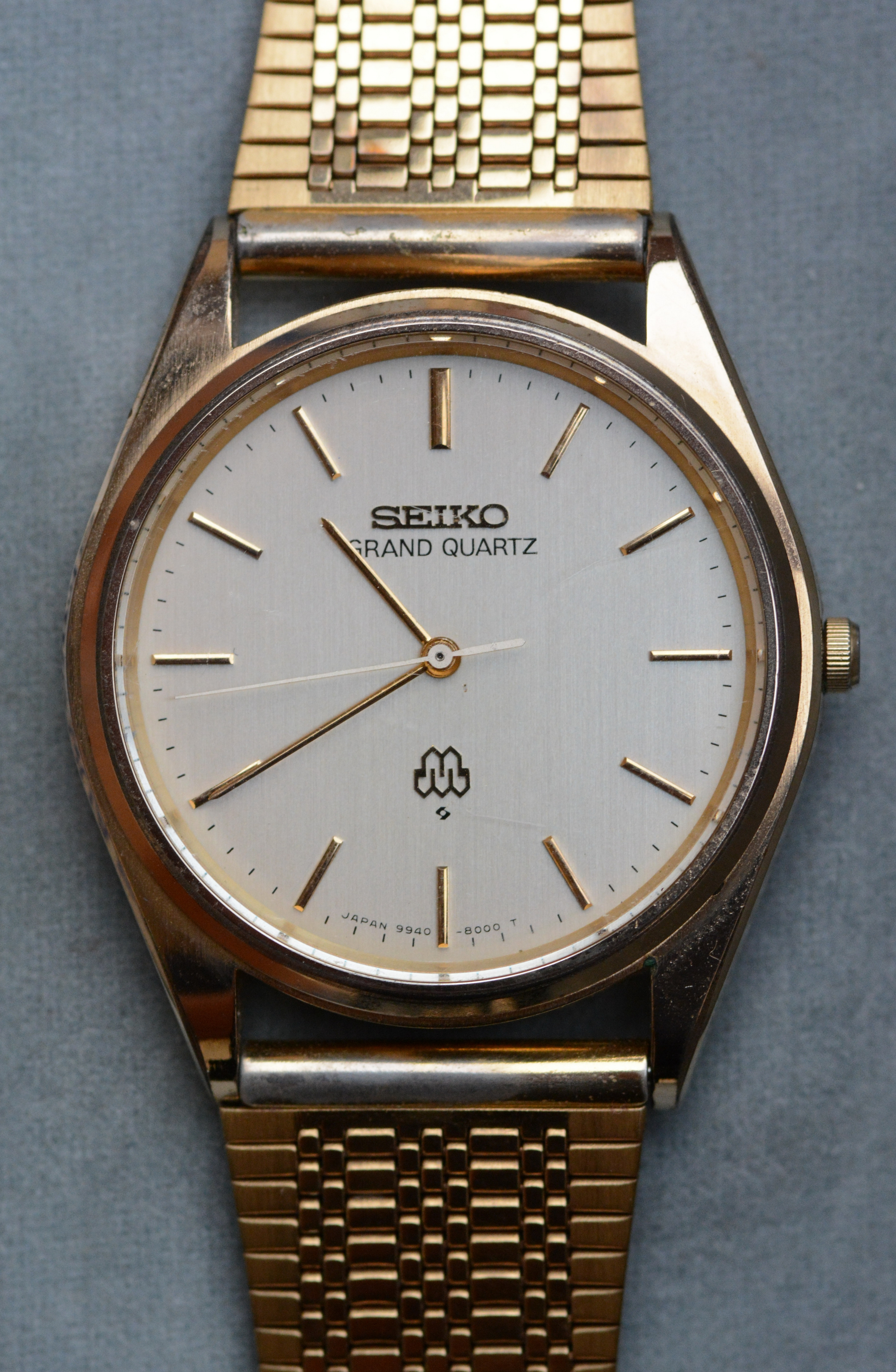
Seiko Grand Quartz выпуска 1979 года

Механические часы Seiko высоко ценятся у коллекционеров — начиная от распространённой серии Seiko 5 (цифра «5» отражает пять необходимых качеств для часов: ударопрочность, водонепроницаемость, автоподзавод, отображение числа и дня недели) до роскошных серий Credor, King Seiko и Grand Seiko.

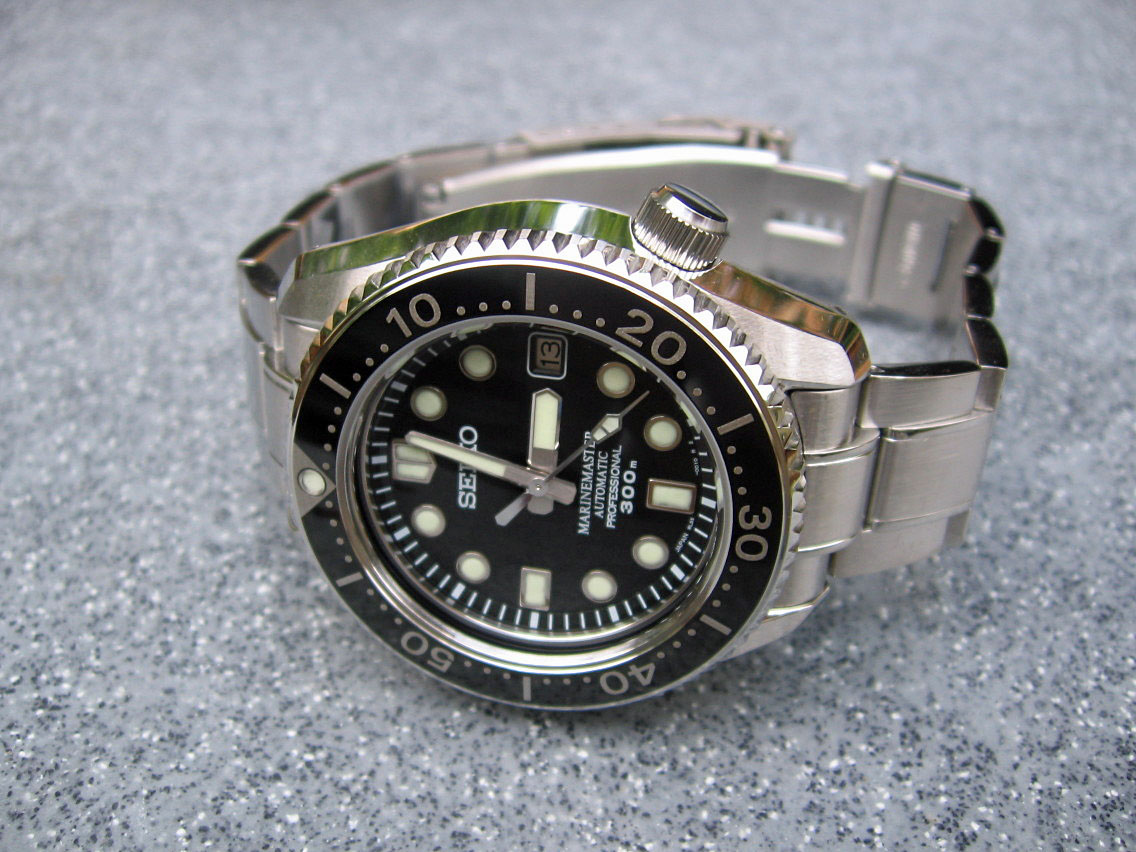
Seiko SBDX001 Marinemaster, механические часы с водонепроницаемостью до 300 метров для профессиональных дайверов-аквалангистов

## Хронометраж
Seiko неоднократно выступала в качестве официального хронометриста спортивных соревнований:
- 1964 — Летние Олимпийские игры в Токио
- 1978 — Чемпионат мира по футболу в Аргентине
- 1982 — Чемпионат мира по футболу в Испании
- 1986 — Чемпионат мира по футболу в Мексике
- 1987 — Чемпионат мира по лёгкой атлетике в Риме
- 1990 — Чемпионат мира по футболу в Италии
- 1991 — Чемпионат мира по лёгкой атлетике в Токио
- 1992 — Летние Олимпийские игры в Барселоне
- 1994 — Зимние Олимпийские игры в Лиллехаммере
- 1998 — Зимние Олимпийские игры в Нагано
- 2002 — Зимние Олимпийские игры в Солт-Лейк-Сити